# 美丽马先蒿全叶亚种
美丽马先蒿全叶亚种（学名：Pedicularis bella sp. holophylla）为玄参科马先蒿属下的一个亚种。

## 扩展阅读
- 維基物種上的相關：美丽马先蒿全叶亚种